# カンザスシティ・カウボーイズ (1886年)
ここでは、1886年にミズーリ州カンザスシティを本拠地として、ナショナルリーグに加盟していたカンザスシティ・カウボーイズ（Kansas City Cowboys）について記述する。

## 球団史
1885年のプロビデンス・グレイズ、バッファロー・バイソンズのリーグ脱退後、ナショナルリーグの新たなフランチャイズとして1886年に加盟する。加盟に当たってナショナルリーグの他チームからレギュラー選手を補強して臨み、前年にセントルイス・マルーンズに所属していたデーブ・ロウを監督に招聘した。
投手の二枚看板だったスタンプ・ウィードマンとジム・ホイットニーがいずれも不調で、ウィードマンはこの年リーグ最多の36敗を喫する。シーズン終盤の9月から10月には2つの引き分けを挟んで13連敗を喫し、他にも10連敗、9連敗、8連敗がそれぞれ1度とチームは低迷した。翌1887年3月に主力選手を放出しチームは解散した。

## 戦績
| 年度   | リーグ | 試合 | 勝利 | 敗戦 | 勝率 | 順位 | 監督         | 本拠地           |
| ------ | ------ | ---- | ---- | ---- | ---- | ---- | ------------ | ---------------- |
| 1886年 | NL     | 126  | 30   | 91   | .248 | 7位  | デーブ・ロウ | Association Park |

## 所属した主な選手
- アル・マイヤーズ：ユニオン・アソシエーションでデビュー。カンザスシティでの打率は.277。
- デーブ・ロウ：外野手。選手兼任監督をつとめた。通算打率.263。
- スタンプ・ウィードマン：デトロイト・ウルバリンズから移籍。1881年の最優秀防御率投手。

## 主な球団記録
- 通算安打数：131（アル・マイヤーズ）
- 通算本塁打：4（モックス・マクワイアリー、アル・マイヤーズ）
- 通算打点数：57（デーブ・ロウ）
- 通算勝利数：12（ジム・ホイットニー、スタンプ・ウィードマン）
- 通算奪三振：168（スタンプ・ウィードマン）